# Nowe Świdry
Nowe Świdry – osiedle w północno-wschodniej części Warszawy, w dzielnicy Białołęka.

## Opis
Osiedle położone jest nad Wisłą, między wałami a ul. Modlińską. Jest to niewielkie osiedle zaznaczane planach, ale nie uwzględniane np. przez Miejski System Informacji i włączone do sąsiedniego Tarchomina. Sąsiaduje z osiedlami: Stare Świdry, Nowy Tarchomin i Tarchomin Kościelny. Dominuje zabudowa podobna jak na Nowym Tarchominie, tj. prawie wyłącznie wysoka. Są tu głównie stare, wielkopłytowe bloki, choć w ostatnich latach wybudowano także kilka nowych osiedli.
Jeszcze w pierwszej połowie XX w. Nowe Świdry były podwarszawską wsią, powstałą w pobliżu starszej – Starych Świdrów. W 1951 r. obie wsie zostały przyłączone do Warszawy wraz z innymi sąsiadującymi wsiami.